# Санисајд (Џорџија)
Санисајд (енгл. Sunnyside) насељено је место без административног статуса у америчкој савезној држави Џорџија.

## Демографија
По попису из 2010. године број становника је 1.303, што је 82 (-5,9%) становника мање него 2000. године.
| Група             | 2000.         | 2010.         |
| Белци             | 1.286 (92,9%) | 1.105 (84,8%) |
| Афроамериканци    | 75 (5,4%)     | 136 (10,4%)   |
| Азијати           | 5 (0,4%)      | 10 (0,8%)     |
| Хиспаноамериканци | 8 (0,6%)      | 35 (2,7%)     |
| Укупно            | 1.385         | 1.303         |